# Zebrzydowa Wieś
Zebrzydowa Wieś – nieoficjalna kolonii wsi Zebrzydowa w Polsce położona w województwie dolnośląskim, w powiecie bolesławieckim, w gminie Nowogrodziec.
Leży na południowym krańcu Borów Dolnośląskich nad rzeką Kwisa przy skrzyżowaniu dróg DK94 i DW357.
W latach 1975–1998 miejscowość administracyjnie należała do województwa jeleniogórskiego.

## Zabytki
Do wojewódzkiego rejestru zabytków wpisany jest obiekt:
- ruina kościoła ewangelickiego (wieża), z 1606 r., przebudowana w l. 1746-49.[2]